# Битва полов (теннис)

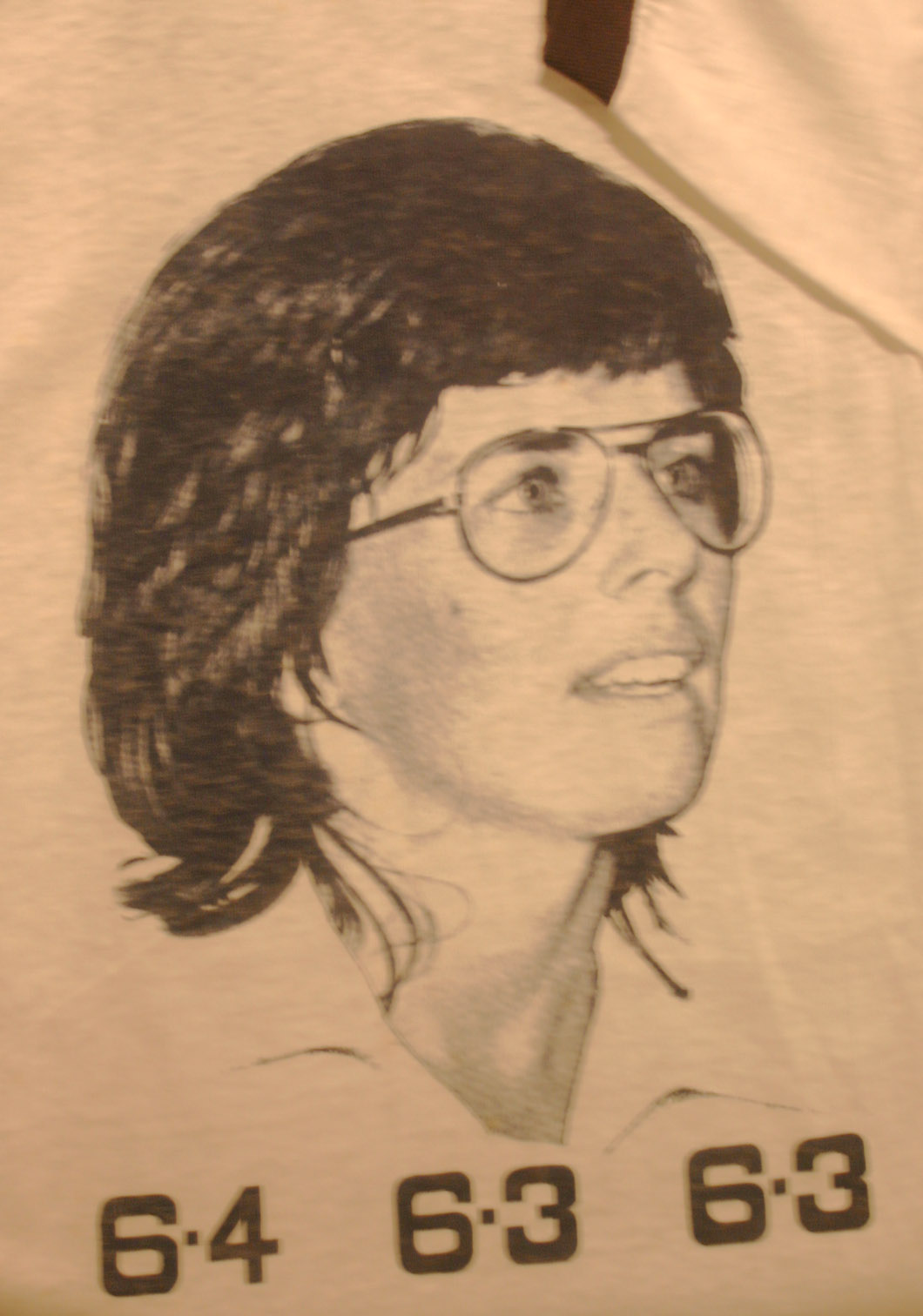
Портрет Билли Джин Кинг и счёт её матча с Риггсом

Битва полов (англ. Battle of the Sexes) — матч, состоявшийся 13 мая 1973 года между ветераном мужского тенниса Бобби Риггсом и одной из ведущих профессиональных теннисисток этого времени Билли Джин Кинг. Матч, проходивший в Хьюстоне (Техас) с большой помпой и собравший рекордную для теннисной встречи аудиторию, состоялся на фоне борьбы женщин-теннисисток за равные призовые с мужчинами, которую возглавляла Кинг, и, закончившись её победой, значительно способствовал достижению этой цели. Позже Кинг использовала свою популярность при поддержке поправки в законодательство США, известной как «Раздел IX» и предоставляющей женщинам равные права на получение спортивных стипендий во время учёбы в университете. В дальнейшем высказывались предположения, что Риггс мог сознательно проиграть матч, однако документального подтверждения они не получили.
В понятие «Битва полов» иногда включают также предшествовавший матчу Кинг и Риггса поединок Риггса с другой известной теннисисткой, Маргарет Смит-Корт, окончившийся его победой. В дальнейшем название «Битва полов» неоднократно использовалось для показательных теннисных матчей между мужчинами и женщинами. События матча Кинг и Риггса легли в основу телевизионного фильма 2001 года «Когда Билли побеждает Бобби» и кинофильма «Битва полов», вышедшего на экраны в 2017 году.

## Исторический контекст
На протяжении десятилетий теннисные функционеры поддерживали имидж тенниса как игры, свободной от финансовых соображений. Большинство престижных турниров до 1968 года было закрыто для теннисистов-профессионалов, получающих деньги за свою игру, что повлекло за собой жёсткое разделение мужского тенниса на любительский и профессиональный. Несмотря на потерю возможности играть на Уимблдоне, чемпионате США и других известных турнирах, часть мужчин-теннисистов постоянно уходила в профессиональный спорт, предлагавший за выступления значительные гонорары. В числе участников первых профессиональных туров после Второй мировой войны был абсолютный чемпион Уимблдонского турнира 1939 года и двукратный чемпион США Бобби Риггс, отобравший в 1947 году звание лучшего теннисиста среди профессионалов у знаменитого Дона Баджа. Позже Риггс занял место менеджера этого тура, в свою очередь уступив роль главной звезды Джеку Креймеру, а ещё несколько лет спустя уже сам Креймер перешёл на пост менеджера, но Риггс остался среди главных организаторов тура.
Хотя центральной фигурой самого первого профессионального теннисного тура, в 1926 году, была Сюзанн Ленглен, в дальнейшем женщины-теннисистки, в отличие от мужчин, редко переходили в профессионалы. Одна из таких попыток была осуществлена именно в рамках тура Джека Креймера и Бобби Риггса, когда участвовать в нём была приглашена американская теннисистка Гасси Моран. На Уимблдонском турнире 1949 года Моран произвела фурор своими кружевными трусиками, выглядывавшими из-под юбки, и организаторы тура ожидали наплыва публики на её матчах и хороших сборов, гарантировав ей ещё до начала турне 35 тысяч долларов. Однако Полин Бетц, которую они подписали в качестве соперницы Гасси, оказалась намного более сильной теннисисткой и выигрывала все матчи между ними. Риггсу пришлось уговаривать её сделать вид, что она не может продолжать выступления из-за травмы, а когда она с негодованием отказалась — хотя бы создавать видимость равной борьбы на корте. Когда же Гасси наконец выиграла матч, Бетц покинула корт в слезах и устроила Бобби сцену. Тур с участием Моран и Бетц оказался убыточным и убедил Риггса в том, что женский теннис недостаточно привлекателен для публики.

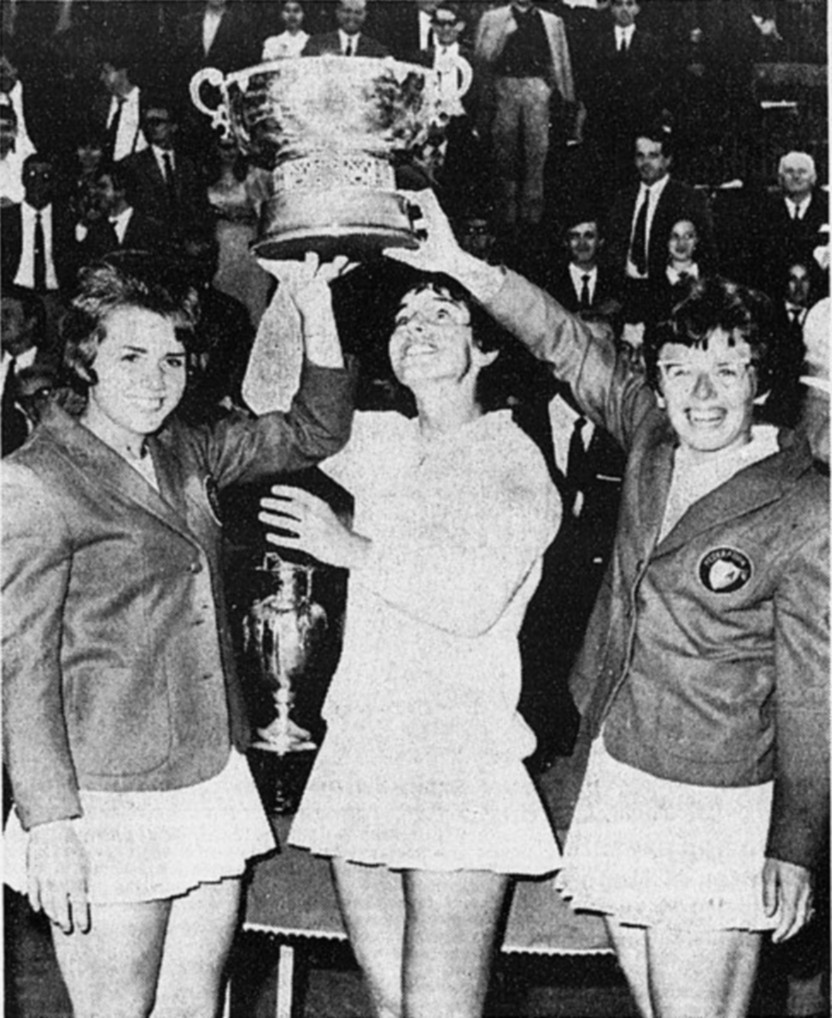
Кэрол Гребнер, Джули Хелдман и Билли Джин Кинг с Кубком Федерации, 1966 год. Хелдман вместе с Кинг позже станет одной из основательниц женского профессионального тура.

Лишь в конце 1960-х годов, с наступлением Открытой эры в теннисе и допуском профессионалов в ведущие турниры наравне с любителями, женщины стали получать призовые за участие в турнирах. Суммы призовых, однако, были намного ниже, чем в параллельных мужских соревнованиях. Характерным примером мог служить турнир Pacific Southwest Open в Лос-Анджелесе, промоутером которого был Джек Креймер: призовые победителю этого турнира у мужчин составляли 12,5 тысячи долларов, а у женщин — 1,5 тысячи. Это неравенство заставило нескольких ведущих теннисисток во главе с американкой Билли Джин Кинг угрожать бойкотом Открытого чемпионата США и организовать свой собственный профессиональный тур. Кинг заявляла, что причиной конфликта были не только деньги: её цель — «дать женщинам возможность играть в теннис и обратить на это всеобщее внимание». Непримиримая позиция принесла Билли Джин славу защитницы прав женщин и прозвище «сжатый кулак женского тенниса». В 1971 году она стала первой женщиной в истории профессионального тенниса, заработавшей за сезон больше 100 тысяч долларов призовых (сильнейшие мужчины в этот же год получили больше чем по 200 тысяч). Более существенные плоды её борьба принесла к 1973 году, когда организаторы Открытого чемпионата США объявили о намерении уравнять мужские и женские призовые (за победу в этом соревновании в 1972 году Кинг получила только 40 % от суммы, заработанной Илие Настасе — чемпионом среди мужчин).
Борьба женщин за равные призовые в теннисных турнирах протекала на фоне общей борьбы женщин США за равноправие. В 1972 году Конгрессом США были приняты поправки к законодательству об образовании, один из пунктов которых (известный как «Раздел IX») объявлял незаконной любую дискриминацию по половому признаку. Хотя первоначально ожидалось, что действие закона коснётся в основном сфер трудоустройства, связанных с высшим образованием, скоро стало ясна его исключительная важность для женского спорта. В это время ассигнования на женский спорт в школах и вузах были на порядки меньше, чем на мужской: так, в 1969 году совет по школьному образованию Сиракьюса (штат Нью-Йорк) выделял 90 тысяч долларов на спортивные секции для мальчиков и 200 долларов — для девочек. В 1973 году в Вашингтонском университете, где больше 40 % студентов составляли девушки, ассигнования на женский спорт составляли менее 1 % ассигнований на мужской, а в колледже Вассар, где девушки составляли 2/3 студентов, на женские команды выделялось вдвое меньше денег, чем на мужские. В этом качестве Раздел IX, так же как и принятое в начале 1973 года решение Верховного суда по делу «Роу против Уэйда», стал мишенью резкой критики со стороны носителей патриархальных взглядов.
К этому моменту игровая карьера Бобби Риггса официально подошла к концу, и он работал тренером в гостиничных теннисных клубах, а затем служащим в компании American Photographic. Компания принадлежала семейству Уилан, и дочь владельцев — Присцилла Уилан — в конце 1950-х годов стала женой Риггса, что обеспечивало ему безбедное существование на всём протяжении их брака. Их развод в 1972 году был полюбовным, и по его условиям на банковский счёт Бобби лёг почти миллион долларов (намного позже роман Бобби и Присциллы возобновится, и они поженятся вторично).

В 1960-е и начале 1970-х годов Риггс продолжал играть в теннисных соревнованиях среди ветеранов, и после начала Открытой эры начал часто выступать с публичным осуждением ничтожного размера призовых, выплачиваемых в этих турнирах. Для своего возраста 55-летний Риггс был ещё в достаточно хорошей форме и зарабатывал деньги, играя на пари с теннисистами и гольфистами-любителями. Его друг Лорни Куле вспоминал: 
Он заставлял вас поверить, что у вас есть реальный шанс победить его. Но как только ставку увеличивали, он выскакивал из засады и обыгрывал вас.
Помимо теннисных матчей в обычном формате, Риггс часто устраивал теннисные шоу, играя с ведром воды в руках, в ластах, со скамейками, расставленными на его стороне корта, а также со слоном, ослом или львёнком на поводке в качестве «партнёра». Бобби тяготила рутина и он жаждал более насыщенной жизни. Будучи крайне азартным игроком, он постоянно делал ставки на результаты футбольных матчей и скачек, подчас проигрывая крупные суммы (в один из дней его проигрыш составил 30 тысяч долларов); схожие суммы он порой проигрывал и в казино. В борьбе Кинг и других женщин-теннисисток за равные призовые Риггс увидел возможность снова напомнить о себе, а также заработать. Он начал выступать с публичными заявлениями о том, что если женщины получают высокие призовые, то мужчинам-ветеранам они причитаются тем более, поскольку те демонстрируют игру более высокого класса. Риггс (объявивший сам себя «сексистом номер один в мире») заявлял, что готов доказать своё превосходство на корте против любой женщины-теннисистки. Больше всего ему хотелось сыграть против Кинг, возглавлявшей «освободительную борьбу» женщин. Однако Кинг отвергала все его предложения, считая, что от встречи с ним женский теннис ничего не выиграет.

## Матч Риггса со Смит-Корт

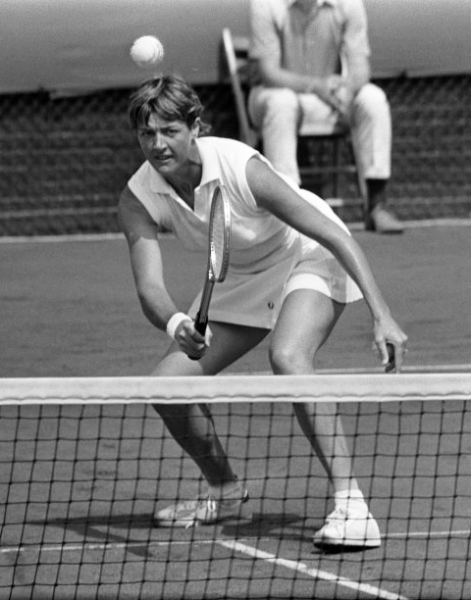
Маргарет Корт в 1970 году

Несмотря на все старания, Риггсу не удавалось добиться матча с Кинг. Однако он сумел уговорить встретиться с ним другую ведущую теннисистку, 30-летнюю Маргарет Смит-Корт — обладательницу Большого шлема 1970 года и на тот момент первую ракетку мира. Биограф Риггса Том Лекомпт высказывает мнение, что её согласие встретиться в матче с Бобби было не в последнюю очередь реакцией на тот факт, что первоначально он заявлял о стремлении сыграть именно с Кинг; в этом факте Маргарет увидела вызов, отрицание её позиции во главе женской теннисной иерархии.
Корт пропустила почти год в своей игровой карьере после рождения своего первого ребёнка в 1972 году, но успешно вернулась в большой теннис в начале 1973 года, выиграв Открытый чемпионат Австралии. В отличие от Кинг, она не была феминисткой, а с 1972 года к тому же обратилась к религии, и — также в отличие от Кинг — она не принимала выходки Риггса всерьёз, как угрозу для профессионального женского тенниса. По словам спортивной писательницы Селены Робертс, Корт видела в нём не символ борьбы против равноправия женщин, а всего лишь человека — жалкого стареющего экс-чемпиона с устаревшей манерой игры и сексистскими замашками. В интервью она говорила журналистам, что на тренировках побеждала «мужчин посильнее, чем Бобби». Презрительно-насмешливое отношение к Риггсу среди женщин-теннисисток в это время не было прерогативой Корт: Розмари Казалс, одна из соратниц Кинг по первым дням женского профессионального тура, часто выступавшая вместе с ней в парных встречах, называла его «стариком, который ходит, как утка, не видит, не слышит и к тому же идиот».
Риггс сумел получить согласие Корт на матч, предложив ей 10 тысяч долларов — пять из них были его собственными деньгами, а ещё пять добавлял его знакомый, предприниматель-застройщик Рэй Уотт. Их игру должен был освещать телевизионный канал CBS, что также способствовало согласию Маргарет, которой причиталась доля с дохода от трансляции (вне зависимости от результата матча канал гарантировал ей 5000 долларов, а Риггсу 7500). После заключения договорённости о встрече Риггс начал интенсивно к ней готовиться. Его сын Ларри позже вспоминал, что Бобби тренировался ежедневно по шесть часов (по другим данным, до 10 и даже до 12 часов в день). Он сел на диету, богатую белками, витаминами и молочными продуктами, которую для него составил ведущий диетолог Голливуда Рео Блэр, а у своего лечащего врача добился рецепта на декседрин, который называл своими «энергетическими пилюлями». Он посещал турниры, в которых выступала Корт, в деталях изучая её игру, и составил план, как лучше всего играть против неё. В этот план входили мягкие удары, кручёные мячи, которые должны были нейтрализовать силу её собственных ударов, чередование укороченных мячей и свечей с тем, чтобы сбить её с ритма и измотать. Одновременно Риггс продолжал оскорбительную кампанию в прессе против феминизма и женского равноправия под лозунгами наподобие «Женщины, которые могут, делают. Те, которые не могут, становятся феминистками». Корт продолжала жить в своём обычном режиме, лишь незадолго до матча начав ежедневные тренировки с мужчиной-партнёром; за неделю до игры в теннисных кругах распространился слух, что на тренировке она успешно справилась с Тони Трабертом — звездой тенниса 1950-х годов. Несмотря на это, подавляющее большинство ставок накануне матча делалось на Риггса.
Игра проходила в Рамоне (округ Сан-Диего, Калифорния) 13 мая 1973 года (День матери в США), в присутствии 3200 зрителей. Рамону выбрали как место матча по настоянию Тони Траберта, одного из хороших знакомых Риггса, который занимал должность директора теннисных программ в расположенном по соседству курортном городке Сан-Диего-Кантри-Истейтс и был заинтересован в его популяризации. Сама Рамона лишь недавно начала развиваться, стройка шла полным ходом, и зрителей размещали на временных трибунах. Телевизионная аудитория трансляции CBS оценивалась в 30 миллионов человек. С согласия Корт встречу судил арбитр-мужчина. Риггс также сумел добиться некоторых дополнительных преимуществ: матч был назначен на час дня, когда высокое солнце должно было мешать Маргарет как следует разглядеть его свечи, а покрытие корта перестелено, что сделало его ещё более медленным, а значит, и более удобным для Бобби. Он также пытался заменить более тяжёлые мячи фирмы Wilson, которыми должен был играться матч и которые были привычны Корт, на более лёгкие и удобные для него мячи Spalding, но эта замена в итоге не была сделана, что стало поводом для жалоб на невезение с его стороны.
Перед началом матча Риггс подарил Смит-Корт букет роз как «самой милой матери в теннисе»; она в ответ присела в книксене. С самого начала игры оказалось, что тактика, избранная Бобби, была правильной: короткие подачи и постоянное чередование укороченных ударов и свечей под заднюю линию (Джек Креймер, партнёр Риггса по послевоенному профессиональному туру, называл его свечи лучшими в мире) быстро вывели Корт из равновесия. У неё совершенно не шла первая подача, постоянные свечи со стороны соперника вынудили её почти полностью отказаться от выходов к сетке, сосредоточившись на нехарактерной для неё игре на задней линии. Маргарет никак не могла найти нужный ритм против рваной игры Риггса, почти не совершавшего ошибок, посылала один мяч за другим в сетку и проиграла безоговорочно, со счётом 6-2, 6-1, за 57 минут. За этим односторонним матчем в спортивной прессе быстро закрепилось название «Избиение в День матери» (англ. Mother's Day Massacre), хотя накануне встречи в газетах встречалось и название «Битва полов».
После матча Корт говорила репортёрам, что не ожидала от соперника подобной стилевой мешанины: «Мы, девочки, так не играем». Это заявление в свою очередь удивило уже самого Риггса, который перед матчем рассказывал о своей планируемой стратегии всем журналистам подряд. Сразу после победы над Корт он немедленно снова начал требовать матча с Кинг. «Я готов играть с ней на грунте, траве, паркете, бетоне, мраморе или роликовых коньках. Я теперь специалист по женщинам» — заявил он.

## Матч Кинг с Риггсом

### Подготовка к матчу
Когда шёл матч в Рамоне, Билли Джин Кинг вместе с Розмари Казалс находилась на пути из Токио в Лос-Анджелес и узнала о поражении Смит-Корт, ожидая своего рейса на Гавайях. Она немедленно поняла, что такой результат может не просто ухудшить шансы женщин-теннисисток на равное с мужчинами отношение, но и превратить их в посмешище. Единственным способом предотвратить это была победа над Риггсом. Уже из аэропорта Кинг позвонила мужу и сообщила, что «теперь им есть что доказывать».

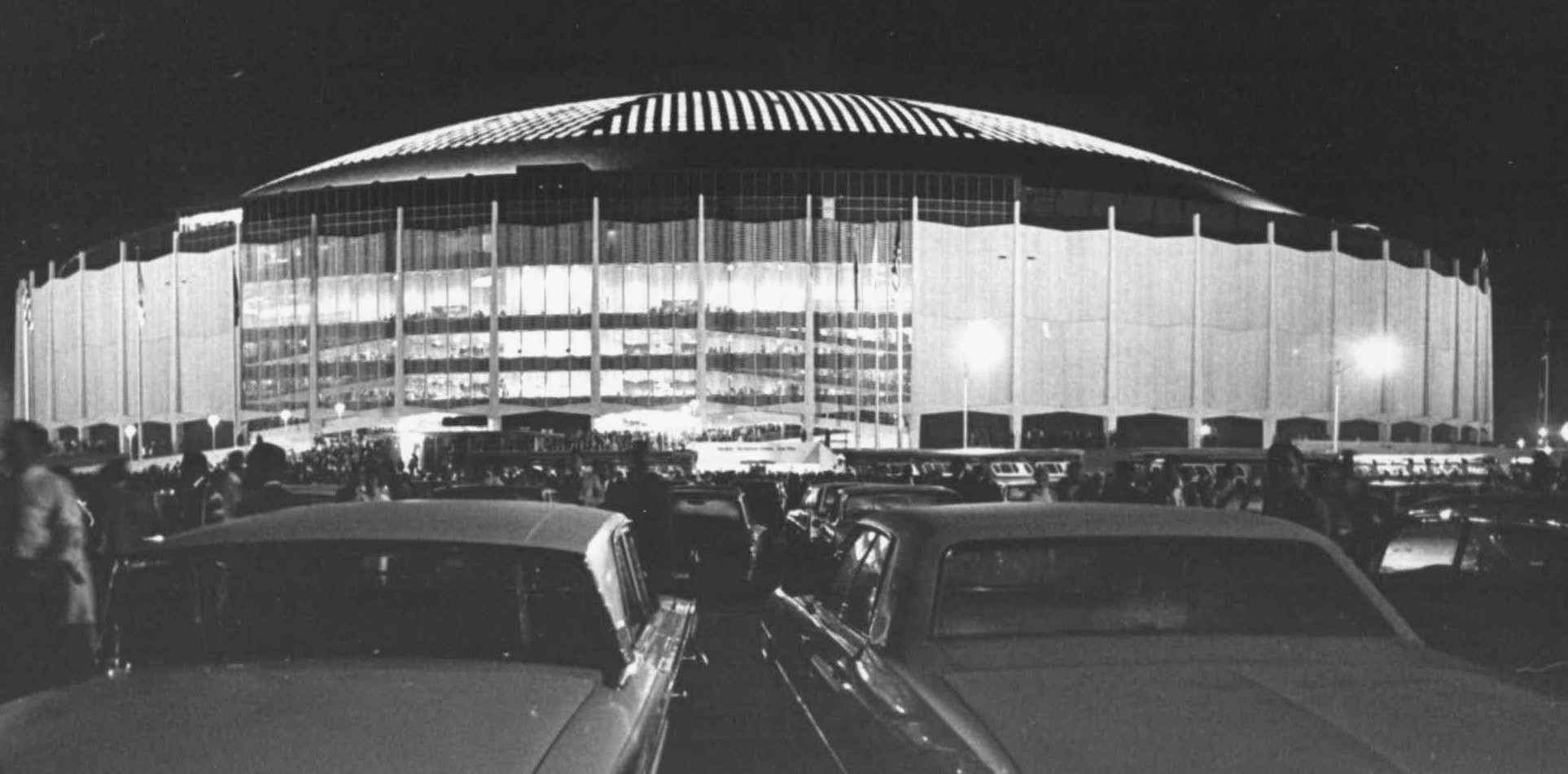
«Хьюстон Астродом» в 1965 году

После того, как Кинг дала согласие на матч с Риггсом, его организацией занялся Джерри Перенчио — спортивный антрепренёр, в 1971 году бывший организатором «Боя века» между Мохаммедом Али и Джо Фрейзером. Перенчио, быстро оценивший финансовый потенциал предстоящего матча, сам вышел на Риггса и дал ему понять, что суммарный доход от продажи билетов, прав на трансляцию и рекламы может достигнуть 2,5 миллионов долларов. По словам Перенчио, Бобби не использовал потенциал матча с Корт даже в малой степени, на этот раз обманув сам себя. Получив согласие от Риггса, он объявил аукцион среди крупных спортивных комплексов за право принять у себя матч. В аукционе участвовали в том числе «Мэдисон-сквер-гарден» в Нью-Йорке и «Супердоум» в Новом Орлеане, но победителем стал хьюстонский крытый стадион «Астродом», предложивший организаторам четверть миллиона долларов. Ещё одним соображением в пользу «Астродома» была его большая вместимость — 46 тысяч зрительских мест (до этого момента самым посещаемым теннисным матчем был финал Кубка Дэвиса 1954 года, в последний день собравший 25,5 тысяч зрителей).
Игра на «Астродоме» должна была проходить вечером в четверг 20 сентября 1973 года до победы в трёх сетах и транслироваться по национальному телевидению. За права на трансляцию матча American Broadcasting Company заплатила, по слухам, 750 тысяч долларов, при том, что за две недели трансляций с Уимблдонского турнира NBC в том же году пришлось заплатить только 58 тысяч. Ещё полмиллиона организаторы рассчитывали получить с иностранных вещательных корпораций (трансляции велись в 36 стран, а всего на матч было аккредитовано свыше 300 репортёров), а рекламное время в ходе матча продавалось по 80 тысяч за минуту — наравне с Супербоулом. Приз победителю составлял 100 000 долларов (а также не менее 75 тысяч каждому участнику от кассовых сборов и спонсоров). Поскольку одним из аргументов противников равных призовых для женщин был тот факт, что в женском теннисе матчи игрались до победы в двух сетах, а в мужском — преимущественно в трёх, что предположительно было более привлекательно для зрителя, Кинг согласилась на матч в «мужском» формате — до победы в трёх сетах, в отличие от встречи между Риггсом и Смит-Корт. Тем самым она намеревалась подчеркнуть, что женский теннис потенциально может быть не менее привлекателен для публики. Этот формат матча также был более выгоден ABC, так как обеспечивал бо́льшую продолжительность трансляции. Фактически, как утверждал Риггс, пятисетовый формат был более выгоден Кинг как более молодой и физически сильной, и позже он даже попытался уговорить организаторов сменить его на матч до победы в двух сетах. Чтобы выделить больше времени на рекламу, перерывы между геймами, отводимые на смену сторон корта игроками, были удлинены с 90 секунд до 120, а перерывы между сетами — до четырёх минут. При определении типа покрытия, на котором будет проходить матч, Риггс предпочитал медленное покрытие, больше подходившее для его тактики, оказавшейся верной против Смит-Корт (то, что медленное покрытие подходит ему лучше, отмечалось ещё накануне первого матча), но Кинг настояла на быстром покрытии. В итоге на стадионе был настелен корт с быстрым ковровым покрытием Sportface. С подачи Перенчио предстоящая игра получила в прессе прозвище «Битва полов».
Ведущим программы был выбран Говард Коселл, в команде с которым должны были работать Розмари Казалс и преподобный Джин Скотт. Первоначально руководство канала собиралось привлечь к ведению трансляции Джека Креймера, но Кинг, долгое время боровшаяся с нежеланием этого антрепренёра платить женщинам равные призовые в своём профессиональном теннисном туре, пригрозила, что откажется играть, и Креймера заменили Скоттом. Узнав об этом, Креймер выступил с заявлением, что не позволит Кинг использовать его в качестве объяснения её будущего поражения от Риггса, и уехал из Техаса в Лос-Анджелес, где следил за игрой вместе с Артуром Эшем. Казалс получила от продюсеров ABC инструкции не стесняться во время трансляции в выражениях и выпадах в адрес Риггса, и она с удовольствием последовала этим инструкциям. Позже, однако, её едкие комментарии стали причиной множества оскорбительных и угрожающих писем, пришедших на её адрес, а на телевидении она на несколько лет стала фактически персоной нон-грата в отличие от комментаторов-мужчин, позволявших себе такие же вольности.
Риггс продолжал делать провокационные заявления в прессе. Через неделю после Уимблдонского турнира, который Кинг выиграла в пятый раз за карьеру, он объявил на совместной пресс-конференции, что хотел бы, чтобы женщины занимались готовкой и уходом за детьми, а не участвовали в соревнованиях с мужчинами. Широко цитировалось его высказывание «Лучший способ справляться с женщинами — это постоянно держать их беременными и босыми». По его словам, женщины играли вчетверо хуже, чем мужчины, и соответственно должны были получать вчетверо меньше. Риггс также снимался во множестве рекламных роликов — от кредитных карточек до электроприборов. При этом он совершенно забросил любые тренировки и отказывался встречаться на корте с профессиональными игроками. Вместо этого он предлагал случайным людям с улицы сыграть с ним, предлагая в случае выигрыша 500 долларов. В частности, он сыграл показательный сет с мужем Билли-Джин, Ларри Кингом, который и раньше встречался с ним на корте в неформальных условиях. На этот раз Риггс дал Кингу фору в четыре гейма, надел галоши и расставил на своей половине корта стулья, тем не менее выиграв шесть геймов подряд. Многочисленные матчи вместо регулярных тренировок обернулись для Бобби эпикондилитом — воспалением локтевого сустава, и ему пришлось обратиться к врачу за противовоспалительным лекарством. По словам Ларри Риггса, в эти дни его отец много пил — больше, чем когда бы то ни было в прошлом. Он не расставался с сигарой, вокруг него всё время были молодые женщины. По словам его друга Гарднара Маллоя, также известного в прошлом теннисиста, за четыре месяца, предшествовавшие матчу, Риггс набрал в весе 15 фунтов (около семи килограммов). Он продолжал принимать витамины согласно предписаниям Рео Блэра, но их было так много, что его организм не справлялся, и дело часто кончалось рвотой.
Кинг в это время, переборов последствия простуды, заставившей её сдать матч третьего круга Открытого чемпионата США, и первоначально овладевшую ей неуверенность («Я была в ужасе» — позже вспоминала она), интенсивно тренировалась. Она на две недели исчезла с кортов и с экранов телевизоров (что дало журналистам повод предположить, что она готовится сдать матч, сославшись на какую-нибудь болезнь) и целыми днями отрабатывала удары по свечам — главному оружию Риггса. Билли-Джин внимательно изучила запись матча Риггса со Смит-Корт, отметив, что та по сути сдала матч ещё в тот момент, когда на вручённые соперником розы ответила книксеном. Анализ стиля игры Бобби позволил ей определить его слабые стороны — относительно слабые удары, недостаток скорости, нацеленность на то, чтобы мяч любой ценой попадал в корт, и расчёт на ошибку соперника. В интервью она продолжала пропагандировать женский теннис, подчёркивая недостаток внимания к нему со стороны прессы.
Скандальная атмосфера, создаваемая вокруг «Битвы полов», привела к тому, что в конце августа и начале сентября материалы о ней уже появлялись во всех ведущих газетах и журналах США. Портрет Риггса появился на обложке журнала Time, в передаче «60 минут» он играл в теннис с восемью стульями, расставленными на его стороне корта, и забрасывал игральные карты в мусорную корзину. Певец Лайл Макфитерс записал со студией Atco Records песню «The Ballad of Bobby Riggs». Согласно проведённому в эти дни опросу общественного мнения, Бобби занимал четвёртое место среди самых узнаваемых спортсменов в США после Джо Неймата, Уилли Мейса и Мухаммеда Али. Пользуясь ажиотажем, его издатель ускорил выпуск новой автобиографии Риггса — «Court Hustler» (с англ. — «Катала на корте»), написанной им в соавторстве с журналистом Джорджем Макганном; Бобби был обещан бонус
в размере 75 тысяч долларов в случае победы в матче с Кинг. Ажиотаж, связанный с предстоящим матчем, повлёк за собой заключение многочисленных пари. Ставки делались не только у букмекеров (принимавших их в соотношении 5-2 и 8-5 за Риггса), но и просто между супругами — на то, кто оплатит поход в кино или будет мыть посуду. При этом даже многие горячие сторонники Кинг — такие, как восходящая звезда женского тенниса Крис Эверт — не сомневались, что она проиграет (вообще большинство участниц женского теннисного тура Virginia Slims после разгромного поражения Смит-Корт мало верили в успех Кинг — только Розмари Казалс была в нём уверена). Большинство крупных СМИ, за исключением Wall Street Journal, предрекали победу Риггсу. Нил Амдер, журналист, освещавший карьеру Билли Джин Кинг почти на всём её протяжении, считал, что условия матча помогают Бобби. Помимо само́й карнавальной атмосферы, привычной для Риггса, но не для его соперницы, для него, по мнению Амдера, были также более удобны асфальтовый корт и искусственное освещение, создающее неудобства для теннисистов, играющих с лёта (к которым относилась Кинг). С другой стороны, Гарднар Маллой утверждает, что Риггс отсоветовал своему другу Джеку Дрейфусу делать на него ставку; Ларри Риггс, видевший, с каким полным пренебрежением его отец относится к подготовке к матчу, поставил, по собственным словам, 500 долларов на Кинг; сама Билли Джин советовала брату поставить на её победу дом.
Победа Риггса над Смит-Корт и предстоящий матч против Кинг повлекли за собой ряд вызовов на всевозможные соревнования, адресованных Бобби. Чемпион мира по покеру Амарилло Слим объявил, что готов натренировать любую женщину для матча в покер против Риггса. Экс-чемпион мира по стрейт-пулу Вилли Москони вызвал Бобби на соревнование на бильярде, а президент Ассоциации женского родео Марганет Клемонс предложила Риггсу поединок по связыванию козы, на что тот немедленно начал выторговывать для себя гандикап. По США также прокатилась война похожих состязаний между мужчинами и женщинами. В Принстонском университете лидер женской теннисной сборной Марджори Генглер (будущая жена Стэна Смита) вызвала на матч запасного игрока мужской сборной. Окончивший профессиональную карьеру гольфист Джимми Демаре послал вызов возглавлявшей женский профессиональный тур Кэти Уитворт. На арене «Мэдисон-сквер-гарден» прошло состязание по бегу на 60 метров между женщиной-бегуньей и 110-килограммовым толкателем ядра, в котором победил мужчина. В Чикаго женская сборная одного из колледжей по боулингу бросила вызов своим коллегам-мужчинам. Словосочетание «битва полов» вошло в повседневный обиход американцев.

### Ход игры
В день матча между Кинг и Риггсом на трибунах «Астродома» собралось почти 30,5 тысячи зрителей — на тот момент это была рекордная посещаемость для теннисного матча. Среди зрителей в первых рядах (где билеты стоили по 100 долларов) были звёзды спорта Джордж Форман, Рафер Джонсон, Рози Грир (болевшие за Кинг) и Джим Браун (считавший, что победит Риггс), дизайнер Олег Кассини и лауреат «Оскара» Клифф Робертсон (ставивший на победу Кинг, поскольку она «играет, как мужчина»). Среди других звёзд, доставленных из Голливуда специальным рейсом, были актёры Род Стайгер, Джанет Ли, Роберт Стэк, Дези Арназ — младший, певцы Энди Уильямс и Клодин Лонже и телеведущий Мерв Гриффин. Оценки размера телевизионной аудитории разнятся — от 48 миллионов до более чем 100 миллионов зрителей.

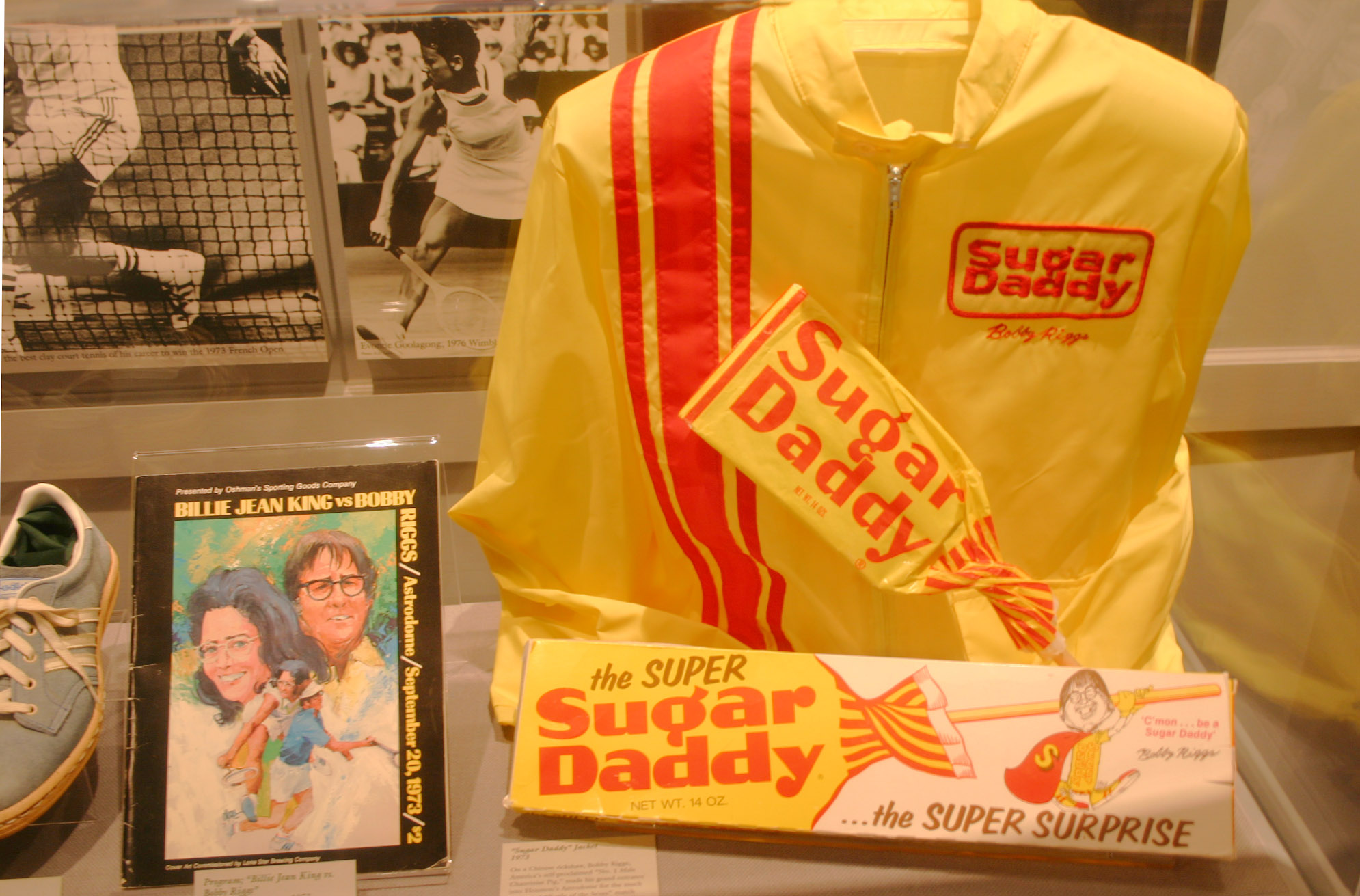
Куртка Sugar Daddy, в которой Бобби Риггс начал матч, и леденец, подаренный им Билли Джин Кинг

Появление участников матча на стадионе было обставлено с помпой. Перенчио, стремившийся сделать выход Кинг как можно более запоминающимся, предложил ей выехать на корт в украшенном огромными перьями золочёном паланкине — вольной копии паланкина Клеопатры из одноимённого фильма, и она по достоинству оценила эту идею. Паланкин Кинг вынесли на арену одетые в тоги члены мужской легкоатлетической сборной Университета Райса. На ней было яркое теннисное платье, расшитое блёстками, которое для неё подготовил ведущий теннисный дизайнер Тед Тинлинг, и синие замшевые теннисные туфли с белыми подошвами и белыми полосками (ей пришлось долго уговаривать фирму Adidas пошить ей именно такие туфли, доказывая, что они будут выигрышно смотреться на экранах цветных телевизоров). Риггса, одетого в жёлтую куртку с рекламой леденцов Sugar Daddy, вывезли в рикше полуодетые молодые женщины, которых пресса называла «Грудастыми подружками Бобби» (англ. Bobby’s bosom buddies). Перед началом игры спортсмены обменялись подарками: Риггс преподнёс Кинг огромный леденец Sugar Daddy на палочке, а в ответ получил живого поросёнка. Комментатор Говард Коселл отметил, что подарок Кинг можно рассматривать как символизирующий самого Риггса и людей, которых он представляет — «кабанов-сексистов» (англ. male chauvinist pigs). Чтобы подчеркнуть символичность подарка ещё больше, Кинг назвала поросёнка полным именем своего соперника — Роберт Ларимор Риггс; сама идея подарить Риггсу кабанчика принадлежала жене Перенчио, и Кинг поддержала её с одним условием — что после игры его не съедят, а вернут на ферму. Настойчивая реклама Риггсом конфет Sugar Daddy вызвала гнев директора спортивных программ ABC, заявившего, что производителю леденцов — фирме Nabisco — не удастся таким образом обойти условия размещения рекламы, когда другие компании платят за минуту трансляции по 80 тысяч долларов.
Перед началом игры нервничали и Кинг, и Риггс. Бобби всё ещё страдал от воспаления локтевого сустава, а выписаное ему лекарство вызвало у него желудочное расстройство. Прямо перед началом игры он принял ударную дозу амфетамина — пять таблеток вместо обычных одной-двух. Физическое состояние Билли Джин, напротив, было хорошим, она вполне оправилась от перенесённого в начале августа гриппа и аллергической реакции на пенициллин, прописанный ей после этого. С самого начала игры выяснилось, что теперь уже Кинг приготовила сюрприз для Риггса, приняв в учёт его плохую спортивную форму и сделав ставку на то, что он не выдержит нагрузок пятисетового матча. Хотя она была известна как любительница выходов к сетке, в этом матче Кинг упорно не покидала заднюю линию. Она растягивала насколько возможно каждый розыгрыш мяча, гоняя соперника по корту в той же манере, в которой он гонял Смит-Корт. После третьего гейма в первом сете Риггс уже взмок насквозь и вынужден был снять свою жёлтую куртку, но на его подаче розыгрыши стали ещё длинней — в ходе одного из них соперники обменялись 28 ударами. Кинг старалась как можно чаще отправлять мяч ему под правую руку, зная, что он играет закрытой ракеткой хуже, чем открытой. Понимая, что затяжная игра не в его интересах, Бобби изменил своей обычной оборонительной манере и начал выходить к сетке, рассчитывая поскорее закончить розыгрыши. При счёте 2-2 в первом сете Риггсу удалось взять гейм на подаче соперницы, однако к этому моменту он начал уставать, и Кинг в свою очередь выиграла уже следующую его подачу. В конце сета Риггс проиграл очередную свою подачу после двойной ошибки — редкий, по словам специалистов, случай в его карьере — и уступил сет с общим счётом 6-4. Это оказалась не единственная двойная ошибка Бобби в матче — в общей сложности он совершил их четыре раза за игру, каждый раз в критический для себя момент.
Несмотря на проигрыш в первом сете, Риггс попытался заключить пари на несколько тысяч долларов с Диком Бутерой, другом Кинг, на то, что он отыграется и победит в матче (сумма их пари ещё до начала матча достигла десяти тысяч). Бутера отказался, опасаясь, что Риггс, как бывало в прошлом, заманивает его в ловушку умышленно плохой игрой. Однако наблюдавший за игрой по телевизору Артур Эш придерживался другого мнения: сделав ставку на победу Кинг уже после первых геймов, теперь он сделал ещё одну — что Билли Джин не отдаст Бобби ни одного сета. После этого Риггс начал второй сет с того, что снова взял подачу соперницы — после того, как в первом сете 28 из 34 выигранных Кинг очков она взяла ударами, которые соперник не смог отбить, в начале второго в её игре наступил определённый спад. Однако Кинг сразу же удалось отыграться на подаче Риггса, ещё больше взвинтив темп. После этого она выиграла его подачу в восьмом гейме и на следующей своей подаче довела до победы и этот сет — 6-3. Комментаторы отмечали «небрежную» игру Бобби открытой ракеткой и нехарактерно слабые для него удары.
Кинг продолжала контролировать темп игры в третьем сете, не идя на риск и методично утомляя соперника. Она повела в счёте 2-0, затем 4-2. В этот момент у Риггса начались судороги в пальцах (по словам Куле, до этого матча у него никогда не было судорог, что, вероятно, означало, что их причина была не физической, а психологической). У самой Кинг тоже имелись определённые проблемы — её прооперированные несколько лет назад колени давали о себе знать. Пока Риггс приходил в себя после судорог, она сидела, положив ноги на колени своей секретарши Мэрилин Барнетт, которая их интенсивно растирала. При счёте 5-3 Риггс попытался на своей подаче навязать Кинг борьбу, и девятый гейм третьего сета оказался вторым по продолжительности за весь матч. Билли Джин никак не удавалось выиграть гейм, в котором раз за разом восстанавливалось равновесие, она не сумела реализовать два матч-бола, и зрителям на трибунах показалось, что в игре наступает психологический перелом. Однако при очередном равенстве Риггс снова сделал двойную ошибку, а в следующем розыгрыше, отбивая высокий мяч закрытой ракеткой, послал его в сетку, зафиксировав победу Кинг в сете и матче. Кинг в восторге от победы подбросила в воздух ракетку. Риггс к этому моменту выглядел настолько уставшим, что Билли Джин была удивлена, когда он сумел перепрыгнуть сетку, чтобы подойти к ней с поздравлениями. «Ты играла слишком хорошо» — сказал он ей. Риггс повторил сказанное им Кинг на корте и в ходе послематчевой пресс-конференции: 

Билли Джин была слишком хороша, слишком быстра. Я знаю, что сказал много такого, что она сегодня заставила меня проглотить. Видимо, теперь я величайший слабак всех времён. Но мне придётся это принять.Оригинальный текст (англ.)Billie Jean was too good, too quick. I know I said a lot of things she made me eat tonight. I guess I'm the biggest bum of all time now. But I have to take it.
Риггс, тем не менее, вовсе не был готов смириться с поражением и прямо на пресс-конференции заявил, что требует проведения матча-реванша, поскольку, будь он сам на месте Билли Джин, он бы предоставил ей такую возможность. Однако это требование шло вразрез с планами Кинг. Она ещё до матча сказала Риггсу, что больше никогда не станет с ним играть вне зависимости от исхода этой встречи; теперь же, после победы, ей тем более не нужно было никому ничего доказывать.

## Последствия
Поражение от Кинг вызвало у Риггса шок и депрессию. Он вернулся в гостиницу, заказал ванну со льдом и провёл в ней больше часа, так что дожидавшиеся его Куле и Ларри Риггс уже начали за него волноваться. Однако он нашёл в себе силы собраться и явиться на запланированную заранее коктейльную вечеринку. По его дальнейшим планам был нанесён удар — Джерри Перенчио ещё до матча начал переговоры о показательной игре против Риггса с ещё одной звездой женского тенниса, Крис Эверт, планируя довести призовой фонд матча до миллиона долларов, но поражение Бобби положило этим надеждам конец.
Риггс и Куле, выступавший как его представитель, были убеждены, что контракт, заключённый перед матчем, включал пункт о реванше; Кинг это отрицала. Риггс был чрезвычайно раздосадован отказом Билли Джин от матча-реванша и, по словам Гарднара Маллоя, даже собирался подавать в суд, но не сделал этого. Когда вопрос о том, предполагал ли контракт матч-реванш, снова был поднят спустя несколько десятилетий, организатор матча Джерри Перенчио заявил, что, насколько он помнит, такого пункта там не было. Однако проверить это уже не представлялось возможным, поскольку фирма Перенчио уничтожила его, как и другие юридические бумаги, по истечении десятилетнего срока. Кинг также отказалась принять вызов Панчо Сегуры, который заявил, что, будучи первой ракеткой мира среди ветеранов, способен сделать то, что не удалось третьей ракетке мира — Риггсу, и обыграть её. Впоследствии Риггс неоднократно пытался уговорить Кинг сыграть ещё раз, предлагая всё более грандиозные призовые суммы, но она неизменно отвечала отказом (по заявлениям Риггса, она также уговорила отказываться от подобных матчей и остальных ведущих теннисисток, в том числе Эверт, Ивонн Гулагонг и Нэнси Ричи). Перенчио тоже неоднократно получал от Бобби предложения возобновить сотрудничество, но больше не был в нём заинтересован.
Хьюстонский матч проходил на фоне Уотергейтского скандала и вскоре после окончания участия США во Вьетнамской войне. Нация, уставшая от скандалов, с особым воодушевлением восприняла игру между Риггсом и Кинг как психологическую разрядку, и Кинг, ставшая её победительницей, стала кумиром для многих американцев. Среди женщин-спортсменок, подчёркивавших важность победы Кинг, была олимпийская чемпионка Токио по плаванию Донна де Варона, отмечавшая: «Это было всемирное движение, которому было необходимо финальное заявление. И Билли Джин Кинг сделала его за нас». Член Зала славы баскетбола Нэнси Либерман говорила, что Кинг проложила дорогу для неё и других спортсменок. Известны случаи, когда женщины в различных фирмах, воодушевлённые успехом Кинг, подавали коллективные заявления о повышении зарплаты. С самой Кинг после Хьюстона заключили спонсорские контракты такие компании как Adidas, Wilson, Colgate-Palmolive и Sunbeam, а в следующем году в рамках профессиональных теннисных турниров она получила около миллиона долларов призовых. Помимо той роли, которую победа Кинг сыграла в борьбе теннисисток за равные призовые, она также предшествовала другим новшествам в спорте, инициатором которых стала Билли Джин, в том числе основанию первого спортивного журнала для женщин womenSports, Женской теннисной ассоциации и формированию профессиональной лиги World Team Tennis, в которой игровое время делилось поровну между игроками-мужчинами и женщинами. Основанный Кинг и Донной де Вароной Фонд женского спорта в 1974 и 1975 годах активно лоббировал в американском Конгрессе принятие Раздела IX, гарантирующего женщинам, среди прочего, равные права на получение спортивных стипендий, и в итоге изменения в закон были внесены во многом благодаря их популярности.
«Битва полов», за которой только в США следили по телевизору 48 миллионов зрителей, также в значительной мере способствовала популяризации тенниса в массах. Рост популярности игры, долгое время страдавшей от «элитного» имиджа, начался раньше — со стартом Открытой эры, но ускорился в середине 1970-х годов. После матча Кинг и Риггса теннис обогнал гольф как по числу игроков, так и по числу зрителей. Число людей, играющих в теннис в США, выросшее с 5,5 до 10 миллионов за период с 1960 по 1970 год, ещё раз удвоилось уже к 1975 году. На крытые клубные корты, прежде часто пустовавшие, стали выстраиваться очереди, значительную часть которых составляли домохозяйки, стремящиеся хорошо провести время и позаниматься спортом; профессиональные теннисные тренеры бросали дополнительные работы, чтобы полностью посвятить себя теннису, больше не испытывая нехватки в клиентах. Если в 1971 году три главных телевизионных сети в США выделяли теннису только 2 % времени, отводимого на спортивные передачи, в 1976 году его доля выросла до 13 %, что ставило его на четвёртое место по объёму трансляций после американского футбола, бейсбола и баскетбола. Трансляции в этот год велись более чем с 70 турниров.
Несмотря на обиду Риггса на отказ Кинг от матча-реванша, впоследствии они стали друзьями. Незадолго до смерти Бобби он сказал Кинг в телефонном разговоре: «А ведь мы и в самом деле добились перемен», признавая важность их матча для достижения женщинами равноправия. Некоторые авторы склонны рассматривать этот факт как свидетельство того, что сексистские выходки Риггса в месяцы, предшествовавшие «Битве полов», были не более чем игрой на публику; Ларри Риггс, также придерживающийся этого мнения, указывает, что первой учительницей его отца в теннисе была женщина (доктор Эстер Бартош много лет тренировала Бобби, сформировав его стиль игры, направленный на максимально точное попадание мяча). Сама Кинг неоднократно подчёркивала, что её победа не означает, что ведущие женщины-теннисистки могут побеждать ведущих мужчин-теннисистов, указывая, что «Битва полов» была в той же мере и битвой возрастов: на момент матча Бобби было 55 лет, а ей 29 — почти вдвое меньше.
Неожиданный результат матча (как до этого, так и позже показательные теннисные встречи между мужчиной и женщиной завершались победой мужчины) стал причиной упорных слухов о том, что Риггс проиграл намеренно. Среди теннисистов, уверенных в том, что Риггс сдал матч сознательно, были его современники — звёзды довоенного тенниса Дон Бадж и Джин Мако — последний был убеждён, что Бобби проиграл не только намеренно, но и демонстративно, не оставив никаких сомнений в подстроенности результата. Позднее в прессе появлялись свидетельства людей, которым Риггс якобы признавался, что намерен проиграть, а в 2013 году на сайте ESPN было опубликовано журналистское расследование, намекавшее на возможность того, что это поражение было вызвано необходимостью выплатить деньги, которые Риггс якобы задолжал мафии. Кинг, однако, отрицала любые подозрения в сговоре и настаивала, что Риггс явно стремился победить, но просто не был к этому готов физически и психологически. Бывший адвокат Риггса Роберт Грей Джонсон тоже ставил под сомнение утверждения о том, что Бобби мог проиграть нарочно. Лорни Куле, после смерти Риггса бывший его душеприказчиком, утверждает, что не находил на его счетах никаких следов большой суммы денег, якобы полученной им за поражение от мафии; по его словам, Риггс также никогда в жизни не был кому-то должен. Джек Креймер указывал, что ни один серьёзный букмекер не принимал высоких ставок на этот матч, так что по-настоящему большую сумму было выиграть просто невозможно. В своё время Риггс прошёл тест на детекторе лжи, чтобы доказать, что не проиграл намеренно. Его биограф Том Лекомпт в доказательство честности результата приводит тот факт, что после первого сета Бобби ещё пытался заключить пари с Диком Бутерой, а Селена Робертс, автор вышедшей в 2005 году книги, посвящённой «Битве полов», указывает на сорванные планы на матч с Эверт с призовым фондом в миллион долларов, как на ещё одно доказательство того, что поражение Риггса не было запланированным. Однако, несмотря на поражение, матч с Кинг, прошедший на глазах у многомилионной телевизионной аудитории, всё-таки принёс Риггсу выгоду: компания Sugar Daddy, продукцию которой он рекламировал в ходе игры и которая получила благодаря этому огромные прибыли, наняла его в дальнейшем на десять лет в качестве рекламного агента, заплатив ему в общей сложности полмиллиона долларов.

## Культурное влияние
В дальнейшем название «Битва полов» неоднократно использовалось для обозначения теннисных матчей между мужчинами и женщинами. В августе 1985 года заявление Витаса Герулайтиса о том, что сотая ракетка мира среди мужчин сильней первой ракетки мира среди женщин, стало поводом к проведению в Атлантик-Сити матча между мужской и женской парами. За женщин выступали Мартина Навратилова (незадолго до этого потерявшая первую позицию в женском теннисном рейтинге) и её постоянная напарница Пэм Шрайвер. Мужскую пару составили сам Герулайтис и Риггс, которому к тому времени исполнилось 67 лет. В этой встрече, получившей название «Битва полов — пары», Риггс снова потерпел поражение с общим счётом 6-2, 6-3, 6-4. В сентябре 1992 года в Лас-Вегасе состоялась ещё одна «Битва полов», в которой снова приняла участие Навратилова. Теннисистка, которой уже исполнилось 35 лет, играла против сорокалетнего Джимми Коннорса. В отличие от матча Кинг и Риггса, организаторы игры в Лас-Вегасе изменили правила так, чтобы предоставить Навратиловой дополнительные преимущества, потенциально уравнивающие шансы сторон. Коннорс был лишён права на повторную подачу (то есть любая его подача в сетку или за пределы корта приносила очки его сопернице), а Навратиловой засчитывались мячи, попадавшие в «коридоры» по бокам корта до половины их ширины. Обычно эти коридоры входят в ширину корта лишь при игре пар, а в одиночном разряде мяч, попавший в них, считается вышедшим за пределы площадки. Несмотря на такой гандикап, Коннорс выиграл встречу со счётом 7-5, 6-2 и получил приз в размере 0,5 миллиона долларов. Одним из комментаторов этого матча был Бобби Риггс; однако он с трудом смог выдавить из себя хоть несколько слов на протяжении всей трансляции, поскольку поставил 10 тысяч долларов на то, что Коннорс не проиграет ни одного сета, и достаточно ровная игра заставила его сильно нервничать.

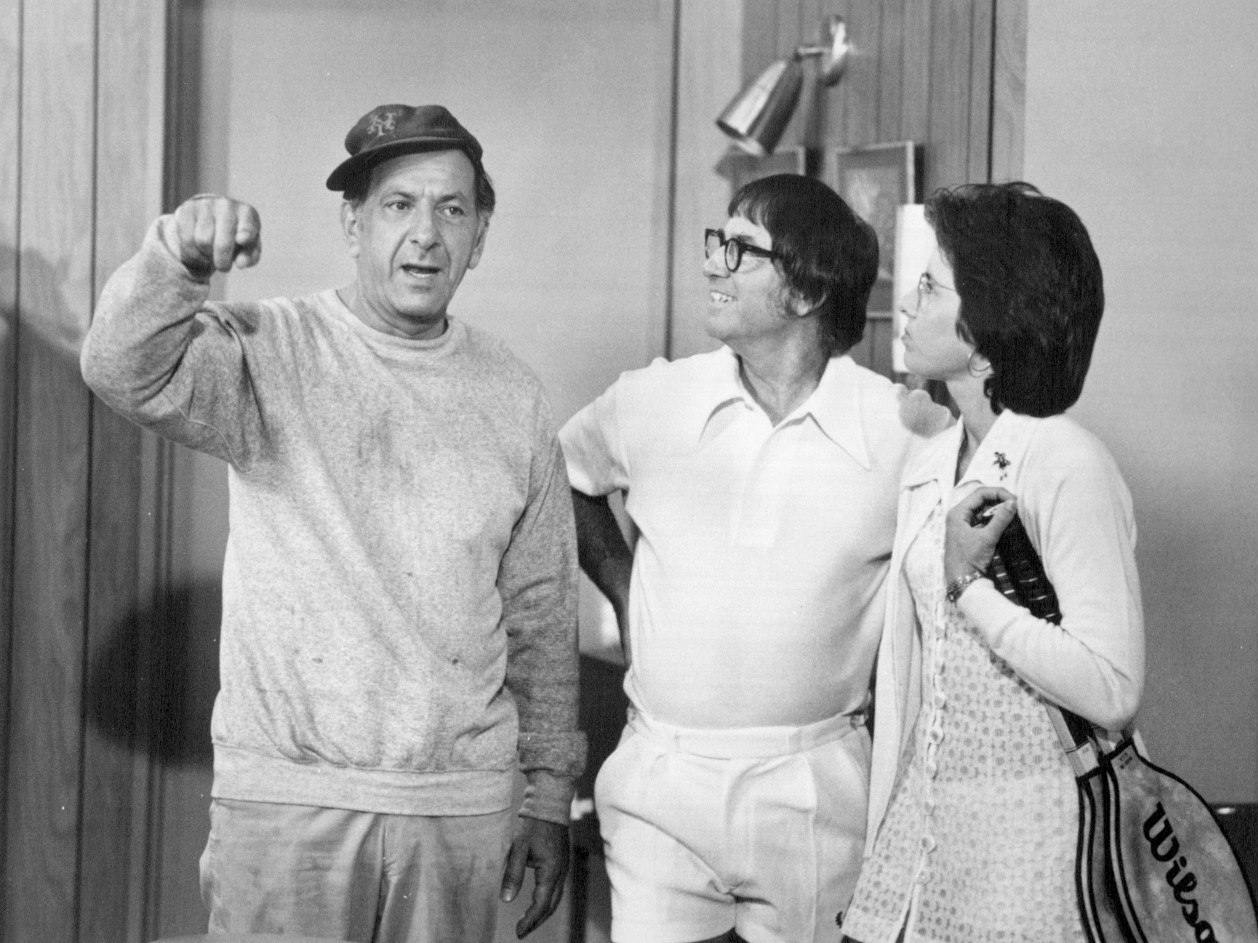
Джек Клагмен, Бобби Риггс и Билли Джин Кинг в сериале «Странная парочка»

К событиям «Битвы полов» 1973 года отсылали также публикации накануне показательного матча Жюстин Энен и Янника Ноа в 2003 году (матч между 43-летним Ноа и первой ракеткой мира среди женщин окончился со счётом 4-6, 6-4, 7-6(1) в пользу теннисиста-мужчины) и материалы, связанные с мини-матчем Ли На и Новака Джоковича в 2013 году (китайская теннисистка начинала каждый гейм со счёта 30:0 в свою пользу, а в тай-брейке при счёте 3:3 по геймам получила фору в четыре мяча, в итоге победив в нём 5:3). В теннисной литературе «Битвой полов» могут называть и матчи, проходившие до 1973 года. В их число входят встречи Эрнест Реншоу—Лотти Дод (1888, Эксмут, окончательный счёт 2-6, 7-5, 7-5; Дод начинала каждый гейм со счёта 30-0) и Билл Тилден—Сюзанн Ленглен (1921, Сен-Клу, 6-0; игрался только один сет).
Билли Джин Кинг долгое время возражала против экранного воплощения событий «Битвы полов», впервые согласившись на экранизацию только после смерти Риггса. В 2001 году на телеэкраны вышла докудрама Джейн Андерсон «Когда Билли побеждает Бобби» с Холли Хантер в роли Кинг и Роном Сильвером в роли Риггса. В 2017 году вышел на экраны художественный кинофильм «Битва полов» (режиссёры Джонатан Дэйтон и Валери Фарис), в котором эти же роли сыграли Эмма Стоун и Стив Карелл. Одновременно с этим кабельная сеть HBO готовит к выпуску очередной художественный телефильм о «Битве полов» по сценарию Дэвида Оберна c Элизабет Бэнкс и Полом Джаматти в главных ролях, а Уилл Феррелл работает над комедией о Бобби Риггсе на основе материала публикаций ESPN, посвящённых этому матчу. Риггс сыграл самого себя в одном из эпизодов сериала «Странная парочка», по ходу которого он проводит матч-реванш против Кинг в настольный теннис.